# フアン・アントニオ・サマランチ
フアン・アントニオ・サマランチ・トレジョー（スペイン語：Juan Antonio Samaranch Torelló、カタルーニャ語：Joan Antoni Samaranch i Torelló  ジュアン・アントーニ・サマランク・イ・トゥラリョー、1920年7月17日 - 2010年4月21日）は、スペイン・バルセロナ出身のスポーツ官僚。1980年から2001年にかけて国際オリンピック委員会（IOC）の会長を務めた。フランコのファランヘ党の熱心な支持者だった。

## 来歴
繊維業を営む裕福な一族に生まれたサマランチは、少年時代にローラーホッケーに親しんだ。スペイン内戦では当初共和国派として戦うが、第二共和国政府には懐疑的で、程なくフランスに出る。内戦がスペイン国粋主義の反乱軍の勝利で終わると帰国し、フランシスコ・フランコのファシスト党であるファランヘ党に加わった。サマランチは、フランコが死ぬまで自身を「100％のフランコ主義者」と呼んで、はばからなかった。
サマランチはスポーツ・ジャーナリストとして社会人のキャリアを始め、1942-1943年シーズンの総統杯準決勝、レアル・マドリード対FCバルセロナ第2ラウンド（マドリードがバルセロナを11-1の大差で下した）では、ホームであるマドリードのサポーターを批判して、所属していた会社を解雇された。1950年代後半に、ファシストの青シャツを着ていたサマランチの姿が、写真に残されている。その後は家業を継ぐ傍ら、数多くのオリンピック大会でスペインチームの代表を務めた。1966年にはスポーツ長官に任ぜられ、さらにスペインオリンピック委員会の会長に就任、IOCメンバーにも名を連ねることになった。ブランデージとサマランチは、クーベルタンのお気に入りだったと報道された。ブランデージはアパルトヘイトの南アフリカの五輪参加に尽力し、サマランチは後に肥大化した商業五輪への道を開いた。1974年から1978年にかけてはIOC副会長を務めた、また1977年から1980年までスペインの駐ソ連・駐モンゴル大使に任ぜられ、1984年には大手貯蓄銀行「ラ・カイシャ」の役員となり、1987年から1999年まで頭取の座にあった。1992年のバルセロナオリンピックを前にして、1991年にはサマランチ侯爵（Marquesado de Samaranch）に叙せられた。
1980年のモスクワオリンピックの後、IOC会長だったキラニン男爵が辞任し、その後任としてサマランチが選出された。任期中、サマランチは放映権やスポンサーシップの管理を通じてオリンピック活動の財政健全化を実現した。1984年夏季のロサンゼルスオリンピックでも東側諸国の大会ボイコットがあったものの、サマランチの任期中におけるIOC加盟国とオリンピック参加国の数は増加し続けた。
2005年、浙江大学より名誉博士号を授与された。
2010年4月20日、心臓疾患のためバルセロナ市内の病院に入院し集中治療室内で人工呼吸器をつけるなど重体に陥り、その翌日の4月21日に死去した。89歳没。

## 家族
サマランチは1955年12月1日にマリア・テレサ・サリサチス・ローと結婚した。2人の間には1男1女がいて、息子のフアン・アントニオ・サマランチ・サリサチスは現在IOCのメンバーとなっている。

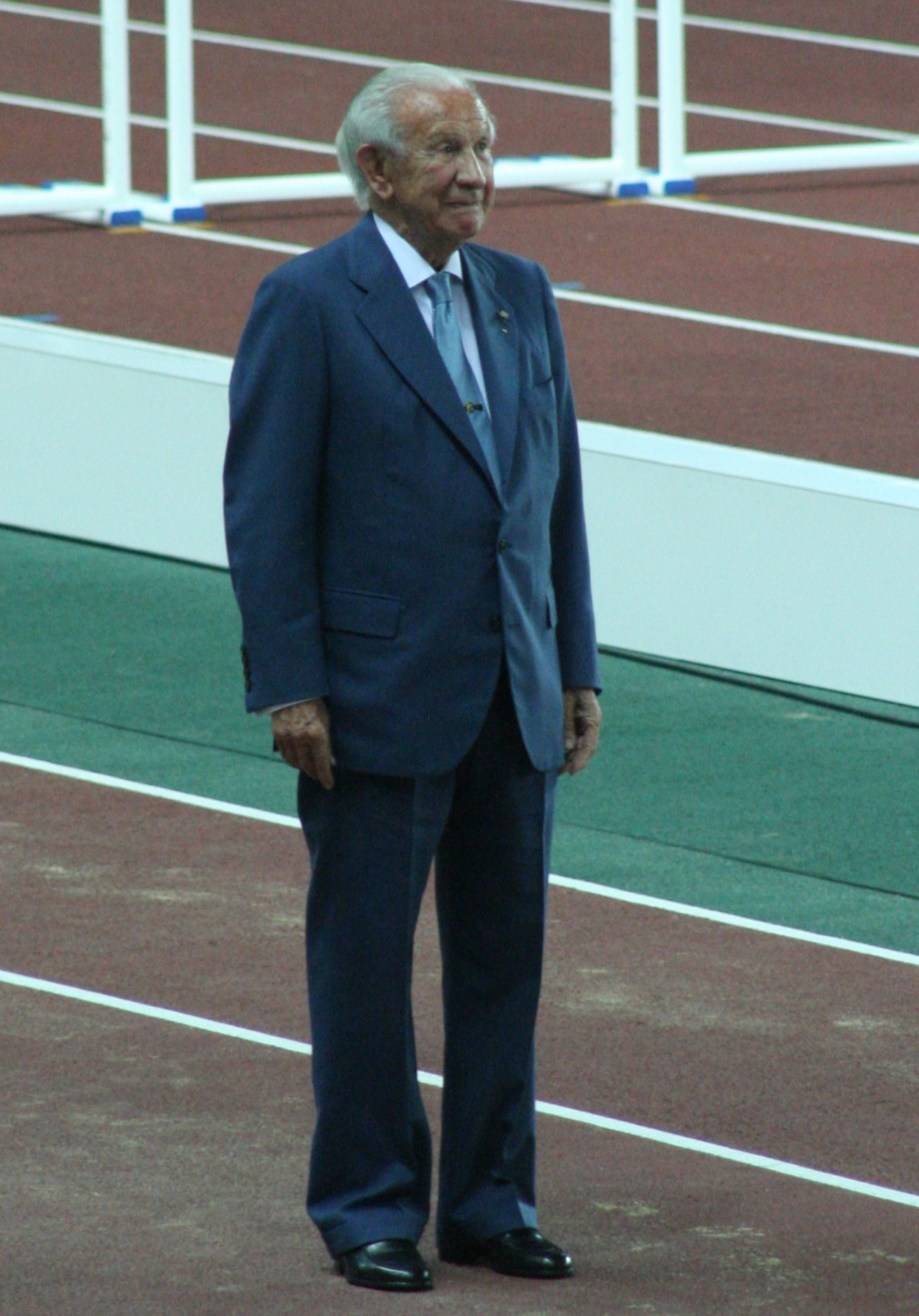
2007年世界陸上競技選手権大会のため来日、長居スタジアムのトラックに立つサマランチ。

## 実績と批判
サマランチは、元会長のアベリー・ブランデージのアマチュアリズムの維持という方針を大幅に転換し、プロ選手の解禁と五輪の商業化・巨大化に踏み切った。これに対しては五輪の商業化、拡大化、権威の低下等を招いたという批判が強く、2012年のロンドンオリンピックからは一部の競技種目が削減される事態を招いた。またサマランチ時代にはドーピング違反のみせしめ処罰も行われた。
1998年の長野オリンピック誘致の際、賄賂を含む腐敗が暴露されたにもかかわらず、サマランチは末端IOC委員を容赦なく切り捨てて体制を維持した。長野五輪の閉会式では、「ありがとうナガノ、さよならニッポン。また会いましょう」と日本語の挨拶をおこなった。なお、サマランチは退任前の誘致を目指した中国での2008年北京オリンピックの開催決定にも成功し、中国では五輪開催の功績に感謝して北京オリンピック公園にサマランチの銅像が建てられている。

## 受賞歴
- Grand Officer of the Order of Merit of the Italian Republic (Italy, 2 June 1971)
- Grand Cross of the Order of Isabella the Catholic (Spain, 29 September 1975)
- Grand Cross of the Order of Charles III (Spain, 20 October 1980)
- Order of the Yugoslav Flag with Sash (Yugoslavia, 9 January 1984)
- Gold Medal of the Generalitat de Catalunya (1985)
- Order of Friendship of Peoples (Soviet Union, 1994)
- Order of the Cross of Terra Mariana, First Class (Estonia, 2003)
- Grand Cross of the Royal Order of Sports Merit (Spain, 5 December 1986)
- Collar of the Order of Isabella the Catholic (Spain, 31 March 2000)
- Grand Cross of the Grand Order of King Tomislav (26 August 1993)
- Order of the Golden Fleece (Georgia, 2001)
- Grand Cross of the Ancient Order of Sikatuna (Philippines, 11 April 2001)
- Grand Cross of the Order of the Lithuanian Grand Duke Gediminas (Lithuania, 4 April 1994)
- Order of the Republic (Moldova, 14 May 1999)
- Order of Honour (Russia, 25 June 2001)
- Order of the White Double Cross, 1st Class (Slovakia, 2000)
- Order of Prince Yaroslav the Wise Third class (Ukraine, 21 May 2005)
- Grand Cross of the Order of Merit of the Italian Republic (Italy, 27 January 1981)
- In 1982 he was awarded the Cup Stadium for the promotion of Spanish sport.
- In 1985 he received the Gold Medal of the Generalitat of Catalonia.
- In 1988 he was awarded the Prince of Asturias Award for Sports and the Peace Prize awarded by South Korea.
- In 1986 he was named president of the credit institution La Caixa, which was already a member advisor since 1984.
- In 1991 he was awarded the noble title of Marquis of Samaranch.
- In 2010 he was awarded with the "Excellence Guirlande d'Honneur" by the FICTS.
- Doctor Honoris Causa by the University of Alicante (1992), University of Granada (1997), Universidad Camilo José Cela (2002), University of Huelva (2003) and Universidad Europea de Madrid (2009).

## 書籍
- アンドリュー・ジェンキンス『ロード・オブ・ザ・リング』
- ヴィヴ・シムソン『黒い輪―権力・金・クスリ オリンピックの内幕』 光文社 1992年 ISBN 978-4334960599

## 関連サイト
- https://www.boe.es/boe/dias/1968/10/01/pdfs/A13997-13997.pdf
- http://www.sportministerium.at/files/doc/Auszeichnungen-Ehrungen/Hall-of-Fame.pdf
- https://boe.es/boe/dias/1991/12/31/pdfs/A42047-42047.pdf
- http://www.la84foundation.org/OlympicInformationCenter/OlympicReview/1980/ore154/ORE154k.pdf
- オリンピックのロビー活動